# Мои голубые небеса (фильм, 1990)
«Мои голубые небеса» (англ. My Blue Heaven) — семейная комедия Герберта Росса.

## Сюжет
По программе защиты свидетелей бывшего мафиози Винченцо Антонелли вместе с агентом ФБР Барни Куперсмитом переселяют в маленький городок. Винченцо вынужден забыть о своём криминальном прошлом и привыкнуть к жизни в провинции. Кроме того, от него ушла жена. А полицейскому крупно не повезло — он вынужден опекать Винченцо, самого недисциплинированного, наглого и бесцеремонного преступника на свете. Кроме того, от него тоже ушла жена.
У Винченцо заканчиваются деньги и он устраивает небольшую финансовую аферу. В результате Винченцо задерживают и его допрашивает сотрудница местных правоохранительных органов Ханна Стабс. Однако он пока ещё не дал важных признательных показаний по главному расследованию и Барни вынужден его спасать. В ходе вынужденных действий он знакомится с Ханной и влюбляется в неё.

## В ролях
- Стив Мартин — Винченцо Антонелли
- Рик Моранис — Барни Куперсмит
- Джоан Кьюсак — Ханна Стабс
- Мелани Майрон — Кристал Райбак
- Билл Ирвин — Кирби
- Кэрол Кейн — Шалдин
- Коллин Кэмп — доктор Куперсмит
- Кори Кэрриер — Томми
- Рон Карабацос — Ричи